# Эристави, Давид Георгиевич
Давид Георгиевич Эристави (груз. დავით ერისთავი; 28 августа [9 сентября] 1847, Хидистави — 11 [23] октября 1890, Тифлис) — грузинский князь, драматург, режиссёр, публицист, переводчик.

## Биография
Родился в семье литератора князя Георгия Давидовича Эристави (-Ксанского) (1813—1864) и его первой жены Елизаветы Георгиевны Алихановой.
С 1867 по 1871 годы учился в Одесском университете, а затем — в Медицинской Санкт-Петербургской академии, которую не окончил.
С 1871 года — сотрудник газет «Дроеба», «Тифлисский вестник» и «Фаланга», в 1882 году был редактором газеты «Кавказ».
Писал стихи и фельетоны.
В 1882 году был избран членом комиссии, определившей текст «Витязя в тигровой шкуре». Один из инициаторов создания Грузинского драматического общества. Перевёл и адаптировал множество драматических произведений. Особую популярность приобрела его историческая пьеса «Родина», написанная по мотивам драмы французского драматурга В. Сарду. Сюжет Д. Эристави адаптировал в пьесу о грузинской действительности того времени и придал ей национальный колорит. Постановка «Родина» (20 января 1882 года) приобрела характер всенародного манифеста. Выступал на сцене, был известен как один из лучших декламаторов.
Был ценителем и популяризатором личности и творчества А. Грибоедова. В 1877 году сыграл роль Чацкого в комедии «Горе от ума». 28 января 1879 года на вечере, посвященном 50-летию со дня смерти А. Грибоедова, выступил с докладом о жизни писателя. В том же году это выступление было напечатано отдельной книгой. Когда в 1-й тифлисской гимназии была учреждена стипендия имени А. Грибоедова Д. Эристави выступил организатором многочисленных мероприятий (спектакли, бал-маскарады, публичные лекции) с целью собрания суммы, необходимой для стипендии.
Перевёл на грузинский язык произведения М. Лермонтова, Н. Некрасова, В. Гюго и других писателей.
В 1930 году перезахоронен на Пантеоне Мтацминда. Надгробие — Феликс Ходорович.

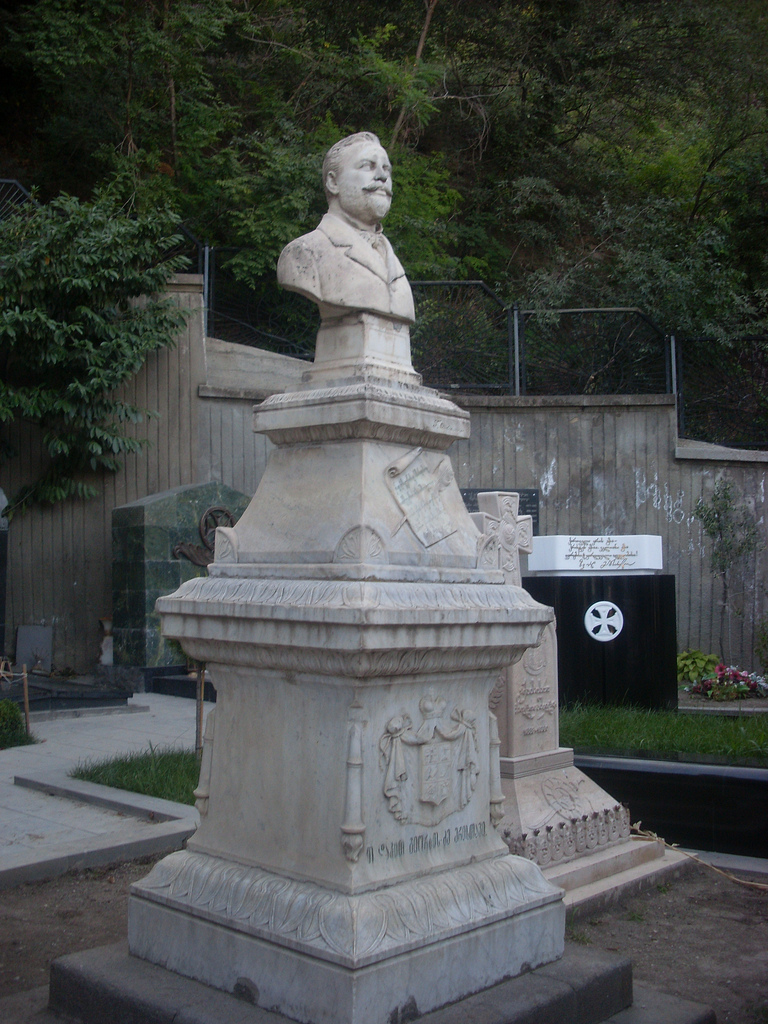
Надгробие в Пантеоне Мтацминда

Был женат на Марии Захаровне Сараджишвили, сестре Давида Сараджишвили.

## Рекомендуемая литература
- Асатиани Д. Г. Д. Г. Эристави — публицист, журналист и писатель (диссертация). — Тбилиси, 1976.